# Pesar
Pesary jsou silikonové nebo latexové pomůcky, které se zavádějí do pochvy. Rozlišují se zdravotní pesary a antikoncepční pesary.

## Zdravotní pesar
Zdravotní pesar je podpůrná vaginální pomůcka, která upravuje porušené anatomické poměry urogenitálního traktu, většinou se jedná o nápravu poklesu, či výhřezu dělohy. V těhotenství pomáhá podpůrný pesar řešit problémy s dočasnou inkontinencí. Oproti většině evropských států není v České republice konzervativní léčba za pomoci pesarů hrazena zdravotní pojišťovnou (údaj k roku 2015).[zdroj?]

## Antikoncepční pesar
Antikoncepční pesar je bariérová kontracepční pomůcka mechanicky bránící spermiím v průniku z pochvy do dělohy. Existují dva základní typy:
- Poševní diafragma
- Cervikální klobouček